# Centro (Rio Branco)
Centro é um bairro do município de Rio Branco, no Acre. Foi um dos primeiros bairros da cidade, que cresceu às margens do Rio Acre. É também um dos bairros mais movimentados de Rio Branco, sendo o maior centro financeiro do Estado lá localizam-se a maior parte das instituições públicas, municipais e estaduais, além de ser o principal centro de compras popular da cidade. Localiza-se no 1º Distrito de Rio Branco, na margem esquerda do Rio Acre. Um local principal é o Palácio Rio Branco.

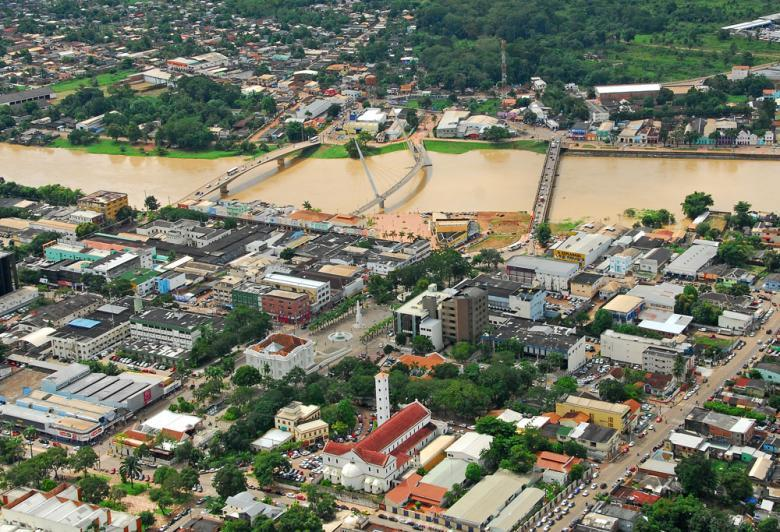
Centro de Rio Branco, Acre
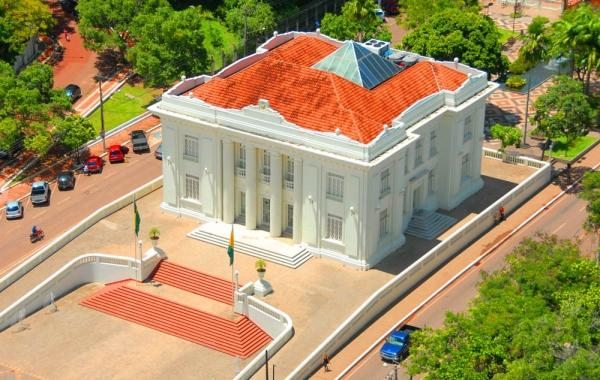
Palácio Rio Branco, no centro de Rio Branco
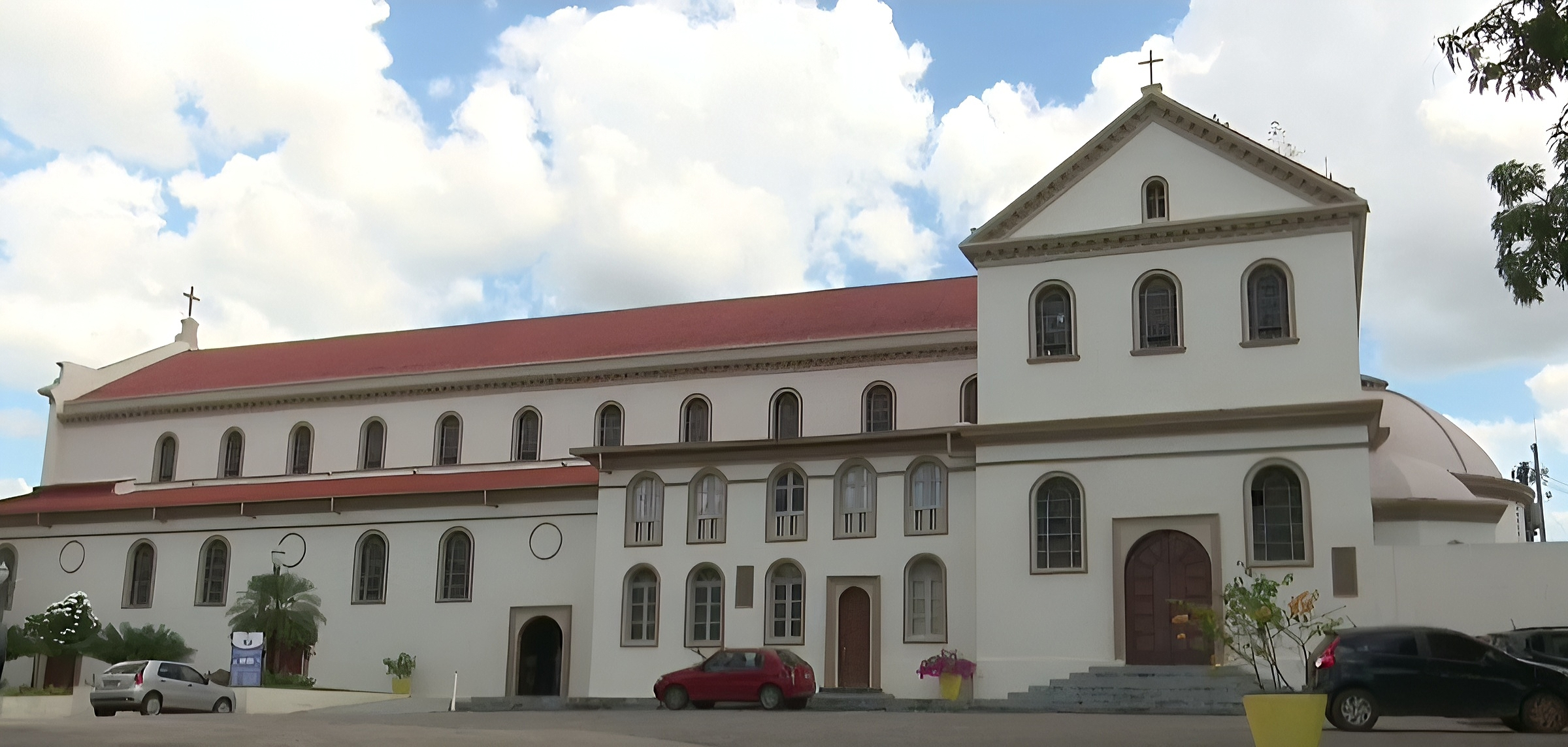
Catedral de Rio Branco, Igreja de Nossa Senhora de Nazaré